# Іжевка
Іже́вка (також Їжівка) — село Костянтинівської міської громади Краматорського району Донецької області, Україна.

## Загальні відомості
Відстань до центру громади становить близько 10 км і проходить автошляхом місцевого значення.
Біля села бере свій початок Балка Лукашева - колишня притока Кривого Торця.
Землі села межують із селищами Безім'яне та Молочарка Костянтинівської громади та селом Куртівка Дружківської громади.

## Назва
Питома українська назва села (раніше хутора) - Їжівка, яку згадує Олекса Тихий в своїй праці "Думки про рідний донецький край".
Першою документальною згадкою є запис у спису населених пунктів Бахмутського повіту 1911 року, коли у розділі "Товариства селян на викупленій землі" у Сантуринівській волості значиться Іжицьке товариство при селі Дружківка, яке має 600 десятин землі та 34 будинки.
Згідно даних перепису від 1926 року, хутір називався Іжецький та був підпорядкований Куртівській сільській раді разом із хутором Куртівка.
З назвою Іжецький хутір також значиться і серед населених пунктів від 1936 року. На мапах із цією назвою був нанесений до 1928 року.
Від 1938 року і до 1954 хутір значиться на мапах вже під назвою Грозовий.
Перша документальна згадка назви Іжевка згадується в рішенні Донецького облвиконкому від 8 січня 1963 року, в якому новоствореній Кіндратівській сільській раді передаються у підпорядкування села: Іжевка, Куртівка та Кіндратівка.

## Історична довідка
Згідно інформації Новодмитрівської сільської ради заснування хутора датується початком XIX століття.
Найвідоміший уроженець хутора - Олекса Тихий (1927), згадує своє дитинство вечорницями та піснями з сусідніх сіл – Клинового, Віролюбівки, Олексієво-Дружківки.
Пізніше згадує працю на колгоспному полі чи фермі, біля власної худоби, птиці, будівництво, що практично забирає весь час, і для інтелектуального життя та відпочинку, його залишається обмаль. Через це падав культурний рівень і пісень вже було не почути, хіба що на весіллі, хрестинах чи проводах у солдати після чарки.
Палаци культури та клуби тільки демонстрували кінофільми. Іноді влаштовували танці. Молоді в селах майже немає.
9 квітня 1992 року рішенням Донецької облради село Іжевка було перепідпорядковано Новодмитрівській сільській раді.

## Пам'ятки
Навколо хутора Їжівка (Іжецький, Грозовий) на правобережному вододільному плато Кривого Торця, було чимало курганів. Одна з курганних груп знаходилася неподалік східної околиці Їжівки, праворуч дороги на Куртівку. На найбільшому стояла тріангуляційна вежа.
Влітку 1989 року археологічна експедиція Донецького державного університету розкопувала два курганні могильники в зоні спорудження зрошувальної системи: Їжівка-І (на північний захід від села) та Їжівка-ІІ (південно-східніше села).
Згодом, 2006 року, експедиція Донецького обласного краєзнавчого музею довершила розкопки курганів могильника Їжівка-І, яким цього разу загрожував кар’єр з видобутку глини. Наразі цей кар’єр вже поглинув площу колишнього древнього курганного некрополя, початок якому було покладено близько п’яти тисяч років тому.
Загалом у шести курганах виявлено 40 різночасних поховань. Вони є доволі рідкісними в курганах Донеччини. Ледве не всі захоронення їжівських курганів належать до бронзового віку, репрезентуючи різні етапи цієї двохтисячорічної доби. Тут виявлено комплекси ямної, донецько-донської катакомбної, дніпро-донської бабинської та бережнівсько-маївської зрубної культур.
Серед цих матеріалів є поховання донецької катакомбної культури з дуже рідкісною для неї знахідкою пари дерев’яних дискових коліс і набором деревообробних інструментів.
На приблизно півтори тисячі катакомбних поховань, досліджених у басейні Сіверського Дінця, дерев’яні колеса виявлено лише двічі (один з них – їжівський комплекс).
Остаточні матеріали розкопок курганів навколо Їжівки досі не опубліковані.

## Символіка
"На червоному щиті із золотою главою, обтяженою червоною розгорнутою книгою зі срібними сторінками, де на правій стороні чорний сигль "Ї", а на лівій - золоте перо в лівий перев'яз, повстає срібна половецька баба."
Половецька баба запозичена з емблеми Новодмитрівської сільської ради, де вона позачала Іжевку. Половці виготовляли тисячі статуй. Зображалися вони навстоячки і навсидячки, завжди з канонізованим положенням рук з чашами для жертвопринесення або «пригощання». Символи предків ставилися в спеціально споруджених святилищах. Їх зводили на вершинах високих курганів або пагорбів. Слово "баба" тюркськими мовами значить батько або дідусь. Багато з половецьких баб зображають саме чоловіків. А слово «бовван» походить від тюркського «балбал», що означає «пращур», «дід-батько».
Книга символізує, що саме на хуторі Їжівка народився відомий український дисидент, педагог та правозахисник Олекса Тихий. Сигль Ї символізує питому українську назву села та праці Тихого з української мови.

## Особистості
- Олекса Тихий (1927—1984) — український дисидент, правозахисник, педагог, мовознавець, член-засновник Української гельсінської групи, жертва радянського терору.

## Населення
Згідно з переписом УРСР 1989 року чисельність наявного населення села становила 334 особи, з яких 163 чоловіки та 171 жінка.
За переписом населення України 2001 року в селі мешкало 70 осіб.

### Мова
Розподілом населення за рідною мовою за даними перепису 2001 року 40,3% обрали рідною мовою українську, а 59,7% - російську. 

## Вулиці
- вулиця Василя Стуса;
- вулиця Іжевська;
- вулиця Лугова;
- вулиця Олекси Тихого.[16]

## Транспорт
Селом проходить автошлях районного значення:
С050812 (Іжевка — Віролюбівка)